# Pseudomelittia cingulata
Pseudomelittia cingulata is een vlinder uit de familie wespvlinders (Sesiidae), onderfamilie Sesiinae.
Pseudomelittia cingulata is voor het eerst wetenschappelijk beschreven door Gaede in 1929. De soort komt voor in het Afrotropisch gebied.